# Nureongi
Le nureongi, spitz jaune coréen, chien comestible coréen, zhonghua Tianyuan Quan ou encore chien de ferme chinois est une variété locale de chien originaire de la Corée et de la Chine. Comme les races de chiens coréennes telles que le Jindo coréen, les Nureongi sont de taille moyenne, mais avec une plus grande musculature, et des motifs de couleur de robe spécifiques. Ils sont généralement d'apparence uniforme, avec de courts poils blonds et un masque mélanique, bien que certains divergent. Les spitz jaunes coréens sont le plus souvent utilisés comme bétail, puisqu'ils sont élevés pour leur viande. Malgré l'appellation spitz jaune coréen, cette race n'est pas reconnue comme un spitz par la Fédération cynologique internationale (FCI).

## Terminologie
Nureongi (en Hangeul 코리안 옐로우 스피츠, 누렁, en Hanja 朝鮮黄狐狸犬), est la translittération du mot coréen 누렁이, qui signifie « le jaune », employé familièrement un peu comme le terme américain « Yeller », l'est comme nom commun pour désigner tout animal d'une teinte jaune en anglais. Un terme d'argot coréen commun est dong-gae (똥개), qui signifie « excréments de chiens » ou « la merde des chiens », et qui se réfère à la croyance commune selon laquelle les chiens ont l'habitude de manger des excréments ou d'être nourris de matières fécales humaines.
Le zoologiste et éthologue Anglais Desmond Morris a également noté que l'animal est dénommé le « Chien comestible coréen » (anglais : Korean Edible Dog).

## Mode d'élevage
Les nureongis sont souvent élevés dans des élevages bondés destinés à commercialiser des chiens à viande. En raison d'un manque de clarté sur la légalité de tels élevages, ils sont souvent gardés attachés à de courtes chaînes ou dans de petites cages, avec très peu d'espace pour se déplacer. Certains sont gardés dans les cours des maisons, où ils remplissent des fonctions de chien de garde jusqu'à ce qu'ils soient vendus ou abattus et mangés. En 2002, on estime que 765,000 élevages de chiens à viande existent en Corée du Sud. Bien qu'ils soient souvent gardés dans des cages conçues pour permettre le drainage des excréments et des déchets, le lieu d'élevage est souvent sale et offre peu de protection contre les éléments, provoquant des morts d'animaux par épuisement dû à la chaleur ou à cause du froid extrême. Ces chiens sont transportés par camion sur le marché dans des cages qui sont souvent si surchargées que les chiens ne peuvent que très peu se déplacer, ce qui entraîne parfois des blessures telles que des fractures de colonne vertébrale, des strangulations ou la mort.

## Estimation de population
Dans une étude publiée en 2009 sur la consommation de viande de chien en Corée du Sud, Anthony Podberscek, de l'Université de Cambridge, a signalé que, bien que d'autres types de chiens soient élevés et consommés, le Nureongi est le chien le plus couramment élevé dans ce but. En 1998, il y avait un total de 2 246 357 chiens en Corée, mais seulement 882 482 ménages détenaient des chiens de compagnie. Puisque la plupart des propriétaires d'animaux coréens n'ont pas plus d'un unique chien, les élevages coréens de chiens à viande détiennent logiquement tous les autres chiens dénombrés en Corée cette même année,. Le Korea Observer a rapporté en 2015 que de nombreuses races de chien sont consommées en Corée du Sud, y compris les animaux de races telles que les labradors, les retrievers et les cockers, et que les chiens abattus pour leur viande sont souvent d'anciens animaux de compagnie.